# Claudio Villa (settimo album del 1957)
Claudio Villa (1957) è il 7º album di Claudio Villa.

## Il disco
La Vis Radio pubblica nel 1957 una lunga serie di 33 giri che riportano incisioni di Claudio Villa che tra il 1949 e il 1957 era sotto contratto con l'etichetta.
Le canzoni incluse quindi in questo LP sono già tutte conosciute e non vi sono inediti, tuttavia sono solo inedite su Long Playing. Le più note sono: La luna del rio e Valzer dell'allegria alcune verranno reincise dal cantante romano.
Anche questo LP di Villa fu pubblicato in formato 25 cm (più piccolo dei normali dischi a 33 giri).

## Tracce
LATO A
1. L'hai voluto tu
2. La luna nel rio
3. Nun voglio fa o sargente
4. Marina piccola

LATO B
1. Vicino alla fontana
2. Valzer dell'allegria
3. Ho paura di te
4. Cammina cammina